# John Hutchinson (botanico)
John Hutchinson (1884 – 1972) è stato un botanico britannico.